# 广西赤竹
广西赤竹（学名：Sasa guangxiensis）为禾本科赤竹属下的一个种。其种加词“guangxiensis”意为“广西的”。